# Moderní Popelka
Moderní Popelka (A Cinderella Story) je kanadsko-americká romantická komedie z roku 2004, ve kterém hlavní roli ztvárnila Hilary Duffová. Film, který natočil americký filmový režisér Mark Rosman, vypráví o dvou kamarádech, kteří se po měsíci chatové známosti setkají na školní taneční zábavě, ale rozdělují je dvě různá prostředí.

## Děj
Do současnosti zasazený příběh se odehrává kolem hlavní hrdinky Sam Montgomery, jejíž otec se podruhé oženil. Sam má potíže s macešinými zlými dcerkami (Brianna a Gabriella). Film začíná vyprávěním z roku 1994, kdy se nad knížkou o Popelce Sam ptala otce, zda se pohádky splní. Jeho odpověď byla, že ne, ale sny prý se plní. Na další otázku, "Kam chodí princezny?", odpověděl, že na "Prince ton" (Princeton - americkou prestižní univerzitu), kam by si přál, aby se dostala. Otec zahyne při zemětřesení a Sam tak zároveň přijde o nejlepšího přítele. Protože se nenajde závěť, veškerý majetek připadne maceše Fioně a Sam musí bydlet v podkrovním pokojíčku domu.
Děj se přenáší o osm let později a je zcela jasné, že Sam je nucena rodině sloužit a pracuje v rodinném bistru. Fiona Sam vysvětluje, že škola není pro ni důležitá, protože vzdělání je k tomu, aby člověk získal práci, kterou však ona už má. Později dostane ve škole na mobil vzkaz od člověka s přezdívkou Nomad a celý den a noc si s ním píše pod jménem PrincetonGirl. Dozví se, že Nomad má život od otce jasně naplánovaný - sportovní klub, univerzita, rodinná firma. Dohodnou se, že se potkají v pátek na školní halloweenské taneční zábavě pod velkou koulí v sále. Pouze divák se dozví, že jde o Austina Amese (Chad Michael Murray).
Druhého dne je Sam s kamarádem Carterem (Artym) na baseballovém hřišti a Sam si stěžuje, že jí Fiona nedovolí na zábavu jít. Poté, co si představí, že míčky nalétávající z automatu jsou Fionina hlava se jí podaří výborný odpal. Později Sam Austina potkává ve firmě jeho otce, která se zabývá údržbou aut, aniž by věděla, že jde o jejího nového přítele z internetu. Doma jí pak Fiona potvrdí, že má účast na zábavě opravdu zakázanou a že navíc není moc hezká. V bufetu, kde Sam pracuje, znovu potkává Austina, který se rozchází se svou dívkou Shelby s tím, že se zamiloval do někoho jiného, byť neví, kdo to je.
Fiona s dvojčaty oblečenými jako siamská dvoukočka odchází na zábavu a provozní Ronda, jediné Samino spojení s normálním světem ze starých časů, jí říká, že by měla také jít. Spolu s Carterem ji zavedou do obchodu s kostýmy, kde si různé zkouší a nakonec vyberou bílou masku, ke které Ronda tvrdí, že má šaty. Jsou to bílé svatební šaty, které doufala, že jednou znovu použije. Austin přijde v kostýmu prince. Na telefonu si Sam nařídí alarm na 23:45, aby byla včas v bufetu. Přichází do tanečního sálu a pod koulí, přesně jak si domluvili, ji osloví hlas, o kterém si myslí, že je to Nomad. Stojí tam však potrhlý Terry, z tance s nímž ji Austin vysvobodí. Sam ho pozná a nemůže tomu uvěřit, dokud ji Austin nepřipomene slova, které jí napsal v jednom z e-mailů. Odejdou spolu ven pozorováni jedním kostýmním porotcem.
V zahradě Sam souhlasí s tím, aby jí Austin položil 10 otázek, aby zjistil, kdo je. Dozví se tak například, že chodí do stejné školy jako on, že jej volila jako studentského prezidenta, nebyla zklamaná, že je Nomad je on a že s ním bude klidně tancovat i bez hudby. Na otázku "Věříš na lásku na první pohled?", odpovídá, "Dám ti vědět." Což jí Austin vrátí tím, že na její otázku, zda by se s ní chtěl znovu setkat nejprve odpoví, že si to musí promyslet. Chtějí se políbit, ale vtom zvoní alarm na mobilu. Prchá pryč a přitom zaslechne, že se s Austinem stali vítězi soutěže kostýmů. Utíká ale a na cestě ztratí mobil, který Austin zvedá.
Po cestě zpátky Sam Carterovi vypráví, že Austinovi nestihla říct, kdo je, zatímco Fionina dvojčata se vrací domů zklamaná bez ceny. Obě auta zastaví vedle sebe před bufetem. Fiona ji nevidí, ale do bufetu se vrátí, aby ji zkontrolovala. Fionu se snaží všichni zaměstnanci zdržovat podivnými otázkami, až si vyžádá Sam, která v tom okamžiku přichází z kuchyně s objednávkou. Fiony podezření však trvá. Při odjezdu trochu narazí do sloupu, který se zřítí na Carterovo auto, jež patří jeho otci.
Následující pondělí Sam Carterovi řekne, že už na ni Austin určitě zapomněl - ale později objeví všude na ulicích cedule s nápisem "Neviděli jste Popelku?. Uzavřou dohodu, že ona řekne Austinovi, kdo je, až on naopak prozradí Shelby, že je Zorro. Poté co Carter to Shelby řekne, je tvrdě odmítnut (pochází z naprosto odlišných prostředí). Austinovi kamarádi pozvou do školní zahrady všechny dívky, co byly na plese aby mezi nimi Austin našel svou Popelku, ale hru ukončí brzy jedna učitelka.
Doma Fiona zadrží dopis, ve kterém stojí, že Sam je přijata na Princeton. V pokoji objeví zprávu od Austina, který ji prosí o jméno. Začne psát "Jmenuji se...", když ji vyruší jedno z dvojčat do toho ji zavolá Fiona, že za ní má přijít. Sam sice vypne chatové okno, ale na obrazovce zůstane otevřená pošta. Dvojčata zjistí, že Popelka je Sam. Gabriella přichází do za Austinem do práce s tím, že je Popelkou ona, načež se stejnou informací přichází i Brianna. Austin debatu ukončí otázkou: "Co Popelka na plese ztratila?", kterou odpoví nesprávně. Děvčata se začnou hádat a v boji skončí zcela mokré v myčce aut. Večer Austin přijde do bistra, kde si povídají. Sam mu už málem prozradí, kdo je, ale do bistra přichází Fiona, která rozhovor přeruší.
Dalšího dne dvojčata Shelby řeknou, že celou Popelku si vymyslela Sam, aby se Austin se Shelby rozešel. Na exhibici před blížícím se důležitým fotbalovým zápasem roztleskávačky předvádějí scénku, ve které prozradí důvěrnou korespondenci ústřední dvojice a končí tím, že Popelka je ve skutečnosti obyčejná služka - Sam. Sam s pláčem odchází domů, kde jí Fiona přináší Sam falšovaný dopis z Princetonu, ve kterém je záporné vyjádření o přijetí. Sam začne plakat a Fiona ji utěšuje, že přece pořád má práci v jejím bistru. Sam dumá nad tatínkovou knížkou o Peopelce, že se otec asi mýlil a sny se nejspíš neplní...
Následující den se Austin se Sam míjejí na školní chodbě. Po škole Sam pracuje, když Brianna a Gabriella přijdou a srazí ze stěny plastovou elvisovskou kytaru, strhnou přitom i tapetu pod níž se objeví nápis s tátovým krédem - "Nedovol, aby tě strach z prohry vyřadil ze hry" za chvíli vchází Fiona. Dívky obviní Sam, které na to Fiona řekne, ať jde uklidit k bazénu. Sam se jí ale postaví a oznámí, že s prací v bistru i s ní samotnou končí. Fiona opáčí, že přece nemá kam jít, ale Sam dostane nabídku od Rhondy, která zároveň podává výpověď. Postupně se k výpovědi přidává zbytek personálu. Sam se skutečně k Rhondě nastěhuje a poprvé po dlouhé době má pocit, že je doma.
Sam před zápasem vyhledá v šatnách Austina a řekne mu, že nikdy nechtěla předstírat, že je někdo jiný, že ví, že ten kluk který jí psal mail, je někde uvnitř, ale že už nedokáže čekat, až se projeví. Venku před šatnou se potká se pak s Carterem, který ji obdivuje za to, jak se postavila Fioně i Austinovi, a jsou spolu na zápas.
Při hře všichni kromě Sam fandí, včetně Cartera a Austinova otce, který stojí dole na hřišti. Skóre je 17 ku 13 ve prospěch druhého družstva. Do vítězství stačí jeden touchdown Austin málem boduje, ale když vidí Sam odcházet a rozhodne se: odchází ze hřiště. Zastavuje ho otec, kterému říká, že tím nezahazuje svůj sen, ale jeho. Dohoní Sam a políbí ji.
Divák znovu slyší vyprávět Sam, která objevila otcovu závěť připisující v případě jeho smrti vše jí. Gabriella v koši nachází Samin dopis o přijetí na Princeton. Dvojčata se srovnají a pomáhají matce při práci v nově obnoveném bistru pod dohledem Saminy obchodní partnerky Rhondy. Sam a Austin spolu šťastně odjíždí do Princetonu.

## Obsazení

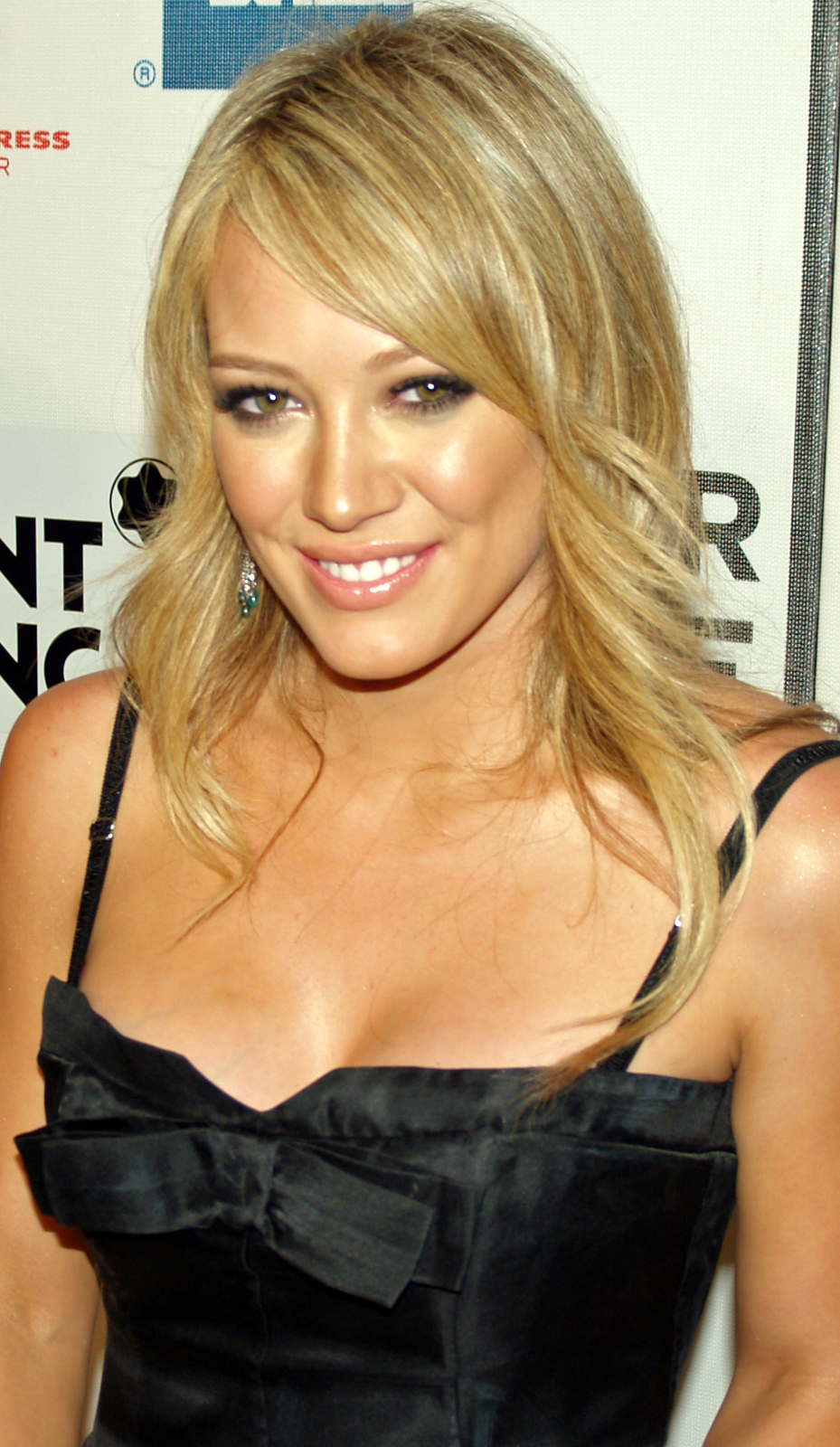
Hilary Duffová

- Hilary Duff jako Samantha "Sam" Montogomery
- Chad Michael Murray jako Austin Ames
- Jennifer Coolidge jako Fionnuala "Fiona"
- Regina Kingová jako Rhonda
- Madelina Zima jako Brianna
- Andrea Avery jako Gabriella
- Dan Byrd jako Carter Farrell
- Julie Gonzalo jako Shelby Cummings

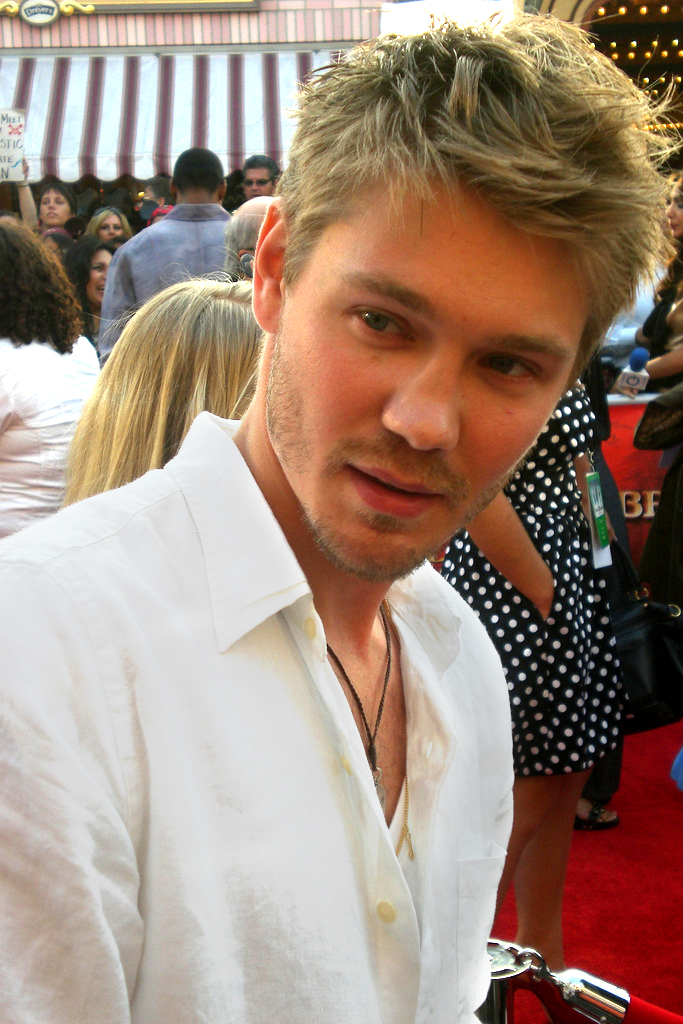
Chad Michael Murray

- Aimee-Lynn Chadwick jako Astrid
- Simon Helberg jako Terrence